# Leistes superciliaris
Leistes superciliaris (nome popular: polícia-inglesa-do-sul) é uma espécie de ave da família Icteridae. Pode ser encontrada no Brasil, Uruguai, Argentina, Paraguai, Bolívia e Peru.